# Наклонный шрифт
Наклонный шрифт (англ. Oblique type) — шрифт с наклонным начертанием, в большинстве случаев представляющим собой механически наклоненное прямое начертание.

## Наклонный и курсивный шрифты
Наклонный шрифт не следует путать с курсивным шрифтом. Курсивный шрифт представляет собой особый, специально созданный вариант шрифта с разнообразными глифами, часто отличающимися по строению от глифов того же шрифта в прямом начертании. Наклонный же шрифт — механически наклоненный в сторону шрифт, сохраняющий строение глифов прямого начертания. Более того, курсивный шрифт может практически не иметь наклона. В наклонном шрифте всегда есть наклон, чаще всего вправо. Также наклонное начертание не должно содержать соединительных завитков.

## Использование

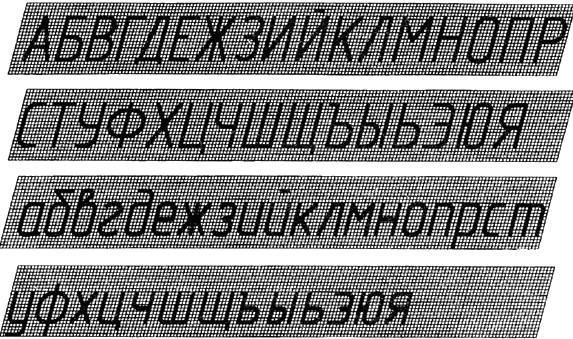
шрифт типа А с наклоном

Широкого распространения наклонное начертание не получило, поскольку для логического ударения или иного выделения информации в тексте традиционно используются курсивное и полужирное начертания. Тем не менее, иногда такое начертание автоматически генерируется вычислительной системой в том случае, когда необходимо отобразить на дисплее курсив, однако в системе курсивный вариант требуемого шрифта отсутствует. В некоторых шрифтовых семьях есть специально созданная шрифтовая гарнитура с наклонным начертанием. Например, наклонные шрифты есть в популярных семействах шрифтов Helvetica, Times New Roman и Arial.
Наклонный шрифт применяется в чертежах. Согласно ГОСТ 2.304—81, которому должны соответствовать надписи, сделанные от руки на конструкторских документах, необходимо использовать специальный чертёжный шрифт как и в обычном начертании, так и в наклонном, причём наклон необходимо соблюдать около 75°.

## CSS
Для отображения на веб-странице наклонного шрифта употребляется следующий CSS: font-style: oblique;. Пример:

Наклонный текст, а не курсив. 

Курсив, а не наклонный текст.